# Народно читалище „Добри Войников – 1856“
Народно читалище „Добри Войников – 1856“ в Шумен е регистрирано под номер 80 в Министерство на културата на България.
Това е исторически второто българско читалище – основано е през пролетта на 1856 г. от българския книжовник, театрален деец и учител Сава Доброплодни под името „Архангел Михаил“. Заедно с читалищата в Свищов и Лом, създадени през същата година, то слага началото на читалищната дейност в България. Преименувано е през 1946 г. на „Добри Войников“.

## Основни данни
Състои се от стара и нова сграда. Адрес: гр. Шумен 9700, пл. „Възраждане“ № 4 или бул. „Симеон Велики“ № 75.
Телефони: председател – 054 876 980, секретар – 054 875 586, организатори – 054 875 586, библиотека – 054 800 280; e-mail адреси: общ – dvojnikovpost@abv.bg, библиотека – biblio_dv@abv.bg.

## История
През епохата на Възраждането читалище „Архангел Михаил“ в Шумен е средище на богат културен живот. Първоначално то провежда дейността си в малки стари сгради. След Освобождението читалищното настоятелство обсъжда въпроса за построяване на нова читалищна сграда, но поради липса на средства изпълнението многократно се отлага. Идеята за нова сграда е осъществена от Христо Тодоров – млад, енергичен и високообразован адвокат, който през 1893 г. е избран за председател на читалищното настоятелство.
През 1894 г. председателят на читалището е избран за кмет на града, а от 1896 г. е народен представител. Той предлага да се отчуждят имотите около реката от северната страна на площад „Араста“ (сега „Възраждане“) и там да бъде построена „прилична“ читалищна сграда, а пред нея да се издигне паметник на благодетеля Нанчо Попович. Тази идея е възприета с възторг и читалищното настоятелство се обръща към кметството с молба да му помогне, тъй като се предвижда читалищната библиотека да бъде градска. Мястото скоро е отчуждено и кметът Тодоров заминава в Париж, за да поръча на известния френски архитект Жан Антонин Мерсие плановете на читалищната сграда и паметника. Представеният от французина идеен проект е възприет и скоро след това работните проекти са готови, така че през септември 1895 г. вече са на разположение плановете на чудесна читалищна сграда, на фона на която сред паркова обстановка трябва да бъде издигнат предвиденият паметник.
В началото на следващата 1896 г. е прието възлагането да става на части – по видове работи. За контрол на строежа, докато се свършат основите, e назначен арх. Кушич. За облицовка, корнизи и други архитектурни мотиви е използван местен камък, тухли от фабрика „Труд“, Русе, борови греди за биндери за покривната конструкция от Хераклия (Мала Азия), железни греди за подовите конструкции от Германия, а цветните глазирани тухли са от Виена. Художествената изработка на кулисите и завесата е дело на виенските художници Макс Хагендорф и Водиянски, състуденти на учителя по рисуване Иван Козаров, които прекарвали ваканцията си в Шумен.
В края на ноември 1898 г. отделните видове строителни работи са завършени. Сградата е приета от общоградска комисия с представители четирима от читалищното настоятелство, шестима изявени граждани и три технически лица – инж. Йероним Богутински, окр. инж. Марчев и арх. Е. Геслер. Тържественото откриване на сградата става на 28 декември 1898 г. с представянето на пиесата „Иванко“ от Васил Друмев. Строежът на своя читалищна сграда – първа за страната, продължава 3 години и 4 месеца. На мястото на старата кланица изниква най-красивата сграда в града.
На 9 май 1899 г. е открит паметникът на Нанчо Попович, с което е завършен целият архитектурен ансамбъл, както бил замислен от арх. Мерсие.
В читалище „Добри Войников – 1856“ се поставя началото на българския театър с побългарената комедия „Михал Мишкоед“ на 15 август 1856 г., на Художествената галерия, на Дружеството на художниците, на Дружеството на писателите чрез литературен клуб „Маяковски“.
В читалището е поставена първата в страната оперета през 1914 г., с което започва оперетното дело в България. В него е създадена първата българска детска библиотека. Читалището е дало начало на 4 други шуменски читалища.

## Дейност
Читалището е сред главните фактори на културния живот в града. Развива многостранна дейност: библиотечно-информационна, лекционно-просветна, издателска, социална, културна и творческа. В него работят 20 щатни служители, като дейностите си осъществяват с помощта на 155 действителни и 146 спомагателни членове.
От 1970 г. читалището е основен организатор на Национален фестивал за любителски и исторически филми. От 1986 г. е съорганизатор на Международния конкурс за пианисти и цигулари „Панчо Владигеров“, а от 1995 г. – и на Националния конкурс за цигулари „Панчо Владигеров“.
Народно читалище „Добри Войников – 1856“ е партньор в Проект „Читалища“. Членува и активно участва във Фондация за развитие „Читалища“.

### Състави за песни и танци
- Смесен хор „Родни звуци“ за школувано хорово пеене, създаден през 1898 г. Състои се от около 30 хористи, от които 2/3 жени. Ръководен е от диригенти, завършили Дрезденската и Московската консерватории. Съставът е концертирал с голям успех в Германия, Италия, Франция, Словения, Полша, Чехия, Унгария, Русия, Украйна, Гърция, Турция, Румъния. Носител е на следните отличия: Първа награда и златен медал от ІІ Международен хоров конкурс „Белла Барток“ – гр. Дебрецен, Унгария; Сребърен медал от ІХ Международен хоров конкурс „Орландо ди Лассо“ – гр. Камерино, Италия; Златен плакет от Международен хоров фестивал „Атински трубадури“ в Гръция; Награда на Българския хоров съюз от VІ международен хоров фестивал в гр. Разград; Орден „Св. св. Кирил и Методи“ І степен; Медал „За заслуги към Българската народна армия“; Специалната награда на Шумен; Златни медали от всички републикански фестивали на художествената самодейност.
- Вокална формация „Малка серенада“ за изпълнения на популярни песни. Създадена е на 3 септември 1996 г. от 4 самодейци като вокален състав за шлагерна ретро-музика. На 29 октомври 1996 г. групата е наречена „Малка серенада“. Сега е смесен вокален състав от 10 – 11 души. В репертоара си има стари градски песни, френски шансони, италиански канцонети, филмова и шлагерна музика, както и други незабравими шедьоври на българската и чуждестранната забавна песен. На 21 септември 1997 г. е първото участие на състава в националния фестивал на старата градска песен „Златен кестен“ в гр. Петрич. Отличното представяне на групата привлича вниманието на медиите и публиката. Следват интервюта и включване в музикалните програми на националното радио. Съставът е участвал многократно във фестивалите „Море и спомени“ – Варна, „Под липите златен прах се рони“ – Стара Загора, „Нежни чувства“ – Пловдив, от където винаги е печелил награди. През 2010 г. формацията осъществява турне в Украйна, през 2011 г. представя читалището в Румъния, а през 2011 г. в Турция.
- Ансамбъл за народни песни „Панайот Волов“. Създаден е през 1998 г. Състои се от 10 – 12 певици. Осъществил е много самостоятелни концерти и участия, има ежегодно присъствие в Международен фолклорен фестивал „Евро-фолк“. В репертоара на ансамбъла са включени песни на изтъкнати български композитори и инструменталисти, сполучливо подбрани и поднесени на публиката с майсторски изпълнения на оркестър.
- Балетно студио. Създадено е към читалището през творчески сезон 2007 – 2008 г. Осъществява средно по 5 – 6 постановки на година – почти всички авторски творби на художествените ръководители, които са възпитанички на Национална музикална академия „Панчо Владигеров“ – специалност „балетна педагогика“. Участията са в концерти на вокална формация „Малка серенада“, в общински инициативи, в Международен фестивал „Под звездите“ в град Варна, в национални фестивали на арменското танцово изкуство – гр. Стара Загора, в концерти в градовете Бургас, Браила, Тулча, в Република Македония /гр. Скопие и гр. Крива Паланка/, а също и в Национален фестивал на етносите в град Варна /двукратно/. През 2010 г. студиото става носител на Наградата на Шумен в раздел „Музика и танц“. През месец юни 2013 г. балетното студио отбелязва своята 5-годишнина със самостоятелен концерт. Студиото и ръководителите са носители на следните отличия: грамота на народно читалище „Добри Войников-1856“, почетни дипломи за принос в развитие на арменската култура в България. През 2012 година към студиото е създадена детска група, която с подходящ репертоар участва в творческия му живот.
- Рок група Нюанси
- Детско музи

### Курсове, школи и клубове
- Курс по английски език.

Детската школа по английски език съществува повече от 40 години. Заниманията се провеждат в обновен кабинет по английски език, който разполага с всичката необходима техника за съвременно обучение. Школата работи по системи одобрени от Министерството на образованието и на водещи издателства в областта на чуждоезиковото обучение. Системите за обучение са: Pathway, First Certificate, Blue Skies, Nello Energy, New Opportunities, English Together и др. Таксата за обучение е 23 лв. на месец, като за 2 деца от семейство се плаща такса и половина. Учениците в школата ползват Детския отдел на библиотеката безплатно.
- Център „Приятел“ предлага: детска лятна ваканция с квалифицирани педагози, зала и организация на детски партита по различен повод.
- Студио „Изкуство“

През 1983 година към Профсъюзния дом на културата в Шумен се създава Студио „Музика“. Всяка неделя членовете на студиото се събират и слушат аудио-записи на различни по жанр музикални произведения, съпроводени с подходящи беседи. През 1998 г. е подновена дейността на студиото, като тематиката се разширява и в други области на културата. Започва да действа Студио „Изкуство“ към читалището. Сега освен на класическата музика, неделите са посветени на балети, мюзикли, изобразително изкуство, филми за композитори, художници, певци, скулптори, архитекти и др. Съществуването на Студио „Изкуство“ се дължи на безкористната и всеотдайна работа на членовете му. Осигурена е зала в читалището за провеждане на сбирките и средства за закупуване на видеокасети и DVD дискове със записи.
- Киноклуб „Мадарски конник“ за любителско киноизкуство, създаден през 1928 г. Шуменското кинолюбителско дружество е основано на 16 май 1926 г. От тогава Шумен е единственият град в България, където не е прекъсвана кино любителската дейност. Дружеството приема свой устав, образец на членски карти, издава книги за киноизкуството, подпомага бедни и сираци. Днес киноклуб „Мадарски конник“ към читалището има условия за работа: разполага с помещения за сбирки и работа със съвременна техника – компютри и видеокамери. Членовете му работят на доброволни начала, без финансови облаги, създават филми, участват във фестивали и конкурси, документират важните събития в Шумен и областта. Във филмотеката на клуба са записани заглавията на 435 клубни филми с различна тематика. Близо 300 от тях са наградени с международни и национални отличия. Киноклубът е инициатор и един от организаторите на националния и международен фестивал на любителските исторически филми, който се провежда под патронажа на Министерство на културата и с подкрепата на община Шумен веднъж на всеки 2 години /VI международно издание е през 2014 година/. Кинолюбителите помагат на многобройните притежатели на кинокамери, фотоапарати и мобилни апарати да превърнат заснетите кадри в личен или домашен филм. Киноклубът е отворен всеки вторник и петък от 17,30 до 20 часа.
- Клуб 13
- Център за наука и изкуство „Св. Архангел Михаил“

### Краеведство и издателство
- Дружество на краеведите „Георги Джумалиев“. Учредено е на 20 декември 1991 г. по инициатива на изявени краеведи – главно учители-пенсионери, музейни работници, специалисти от Държавен архив. Днес наброява около 30 души, които са обединени от една цел – издирването, опазването, съхраняването и популяризирането на архивни материали, спомени, биографични данни и др., свързани с материалната и духовна култура на Шуменския регион. Проучено е миналото на редица селища от Шуменския край. Открити и уточнени са многобройни факти, имена и дати, свързани с важни за града и региона събития: Съединението, Сръбско-българската война през 1885 г., Втората световна война, Освобождението на Шумен. Ежегодно се организират традиционни научните конференции в навечерието на 1 ноември – празника на народните будители. Отпечатани са около 60 краеведски книги на членове на Дружеството. Сред най-добрите и значими издания са: „Значими сгради в Шумен“, сборникът „Будители народни от Шумен и Шуменско“, „Панайот Волов – живот и дело“, „125 години Военен клуб“, „Поборническо и културно съзвездие Мутафови“, „Дневникът на капитан Куцаров“, „Жарава под пепелта“ кн. от 1 до 4, „Стихотворения – Димитър Загорски“, „Стихотворения – Александър Димитров“, „Поглед върху Шуменското възраждане“ и много други. Дружеството е поканено и активно участва в написването на Енциклопедия на гр. Шумен. Един от главните инициатори е за създаване на работен екип за написване „История на Шумен“ и подновяване работата по проекта за изграждане паметник на Васил Левски в града. От 2008 г. към Дружеството е учредена и Студентска краеведска секция. В навечерието на 24 май всяка година се провеждат единствените в България студентски краеведски четения. Дружеството се ръководи методически от Съюза на краеведите в България със седалище Велико Търново.
- Издателство „Добри Войников“ е създадено през лятото на 2007 година. То е издало повече от 20 книги, между които: „Шуменската крепост“ от Георги Джумалиев, „Хроника на Мерсинковския род“ от Кънчо Тодоров, „Театърът в Шумен (1813 – 1856)“ от Емил Кьостебеков, стихосбирката „В края на есента“ от Николай Димков, успоредно с това то издава фототипни издания на книгата на Добри Войников „Криворазбраната цивилизация“, и „Михал“ на Сава Доброплодни. Напоследък издава „Материал по история на нашето Възраждане“ от Илия Блъсков и „Климент, епископ български“ от Николай Димков. Предстои издаването на „Литературно критически послания“ на Добринка Пенева и „Дряновските кметове и почетни граждани“ от Цанка Съчкова.

### Библиотечна дейност
Библиотеката е създадена още при основаването на читалището. Разполага с над 160 000 тома литература в това число 7500 периодични издания. Това е втората по големина общодостъпна библиотека в града.
Фондът е организиран в следните основни отдели: заемна за възрастни; читалня за възрастни; библиографски с краезнание и обработка; детска библиотека със заемна и читалня. Като самостоятелна е обособена Библиотека на дарителите, където се съхраняват личните библиотеки на известни шуменци. Библиотеката притежава ръкописни паметници (на хартия) от XV, XVII и XVIII и над 539 тома старопечатни книги на новобългарски език.
Библиотеката е едновременно традиционна – с рафтове, книги, огромни книгохранилища, картотеки, каталози с традиционно обслужване и модерен информационен център. Разполага с 10 компютъра. Изградена е локална мрежа с 6 автоматизирани работни места за въвеждане на електронен каталог, а на читателите е осигурен безплатен достъп до интернет. Предлага услуги като копиране, сканиране и печатане на библиотечни материали. В база данни е въведен старопечатен фонд и книгите от периода 1900 – 2007 година. Комплектува се с новозакупена литература и периодика. Ритмично се обогатява създадената колекция от некнижни носители на информация – аудио и видео касети, CD и DVD дискове.
Провежда конференции, литературни десетдневки, непосредствени разговори, срещи, сказки, вечери, премиери, кътове, табла, витрини и др.
Читалищната библиотека е една от първите, които са включени в програмата „Глобални библиотеки – България“.